# هسو شين
هسو شين (بالبورمية: ဆုရှင်၊ မောင်၊ စာရေးဆရာ)‏ هو كاتب ميانماري، ولد في 1932 في Myaungmya ‏ في ميانمار، وتوفي في 2 يونيو 2009 في North Okkalapa Township ‏ في ميانمار.